# Râul Lechința, Șieu
Râul Lechința este un curs de apă, afluent al râului Șieu. 

## Hărți
- Harta județului Bistrița